# Keramický obklad
Keramický obklad je soubor keramických tenkostěnných desek (destiček) užívaných k obložení, tedy pokrývání stěn a fasád, případně i podlah. Obklad se na podklad lepí speciálním lepidlem nebo maltou, přičemž jednotlivé obklady jsou odděleny mezerou (šířka 1–8 mm dle použití a formátu), která se vyplňuje spárovací hmotou. Nejčastěji se používá k obkladu koupelen, umýváren, WC či kuchyní. Pojmem obkladačka se obvykle rozumí keramický obklad menších rozměrů určený k obložení stěn, na rozdíl od dlaždiček určených na podlahu.

## Historie
Slovo „keramika“ pochází z řeckého slova keramos což znamená „jíl“. První zmínky o obkladových materiálech lze nalézt již ve středověku. V českých zemích se začaly ve větší míře vyrábět až v 17. století a do širší průmyslové produkce postoupily až na konci 19. století. Zpočátku byly tyto prvky vyráběny z póroviny, která má však mnohem větší nasákavost, proto byla postupně nahrazena hutnějšími surovinami. Patrně první keramické „dlaždice“ byly vyrobeny ve Středomoří, zejména v Egyptě, kde byly glazované keramické desky používány pro reprezentativní budovy. Desky či cihly byly sušené na slunci nebo pečené a natahovaly se na ně první glazury modré barvy na bázi mědi. V pozdějších dobách se dlaždice stávaly sofistikovanější a dostávaly různé barvy. Arabská expanze na západ poté přispěla k rozšíření výroby do Itálie a Španělska. Zvláště v Itálii se poté rodila a rozvíjela kultura dlaždic. Starověké příklady dlaždic se nacházejí i v Mezopotámii, zdobené jednoduchými bílo-modrými pruhy a dále v Tunisku, Íránu, Středním východě aj. Keramika užitková byla vyráběna i v Číně, Japonsku atp. Později bylo jedním z hlavních výrobních center město Iznik v Turecku, které proslavily dlaždice nejen v počátcích svou průhlednou bílou glazurou a modrým ornamentem, ale později cca v polovině 16. století rozšíření barevnosti na tyrkysovou, fialovou, zelenou a černou barvu. Iznické kachle následně prosluly po celém impériu, byly jimi vyzdobeny snad všechny významné mešity v Istanbulu.

## Použití

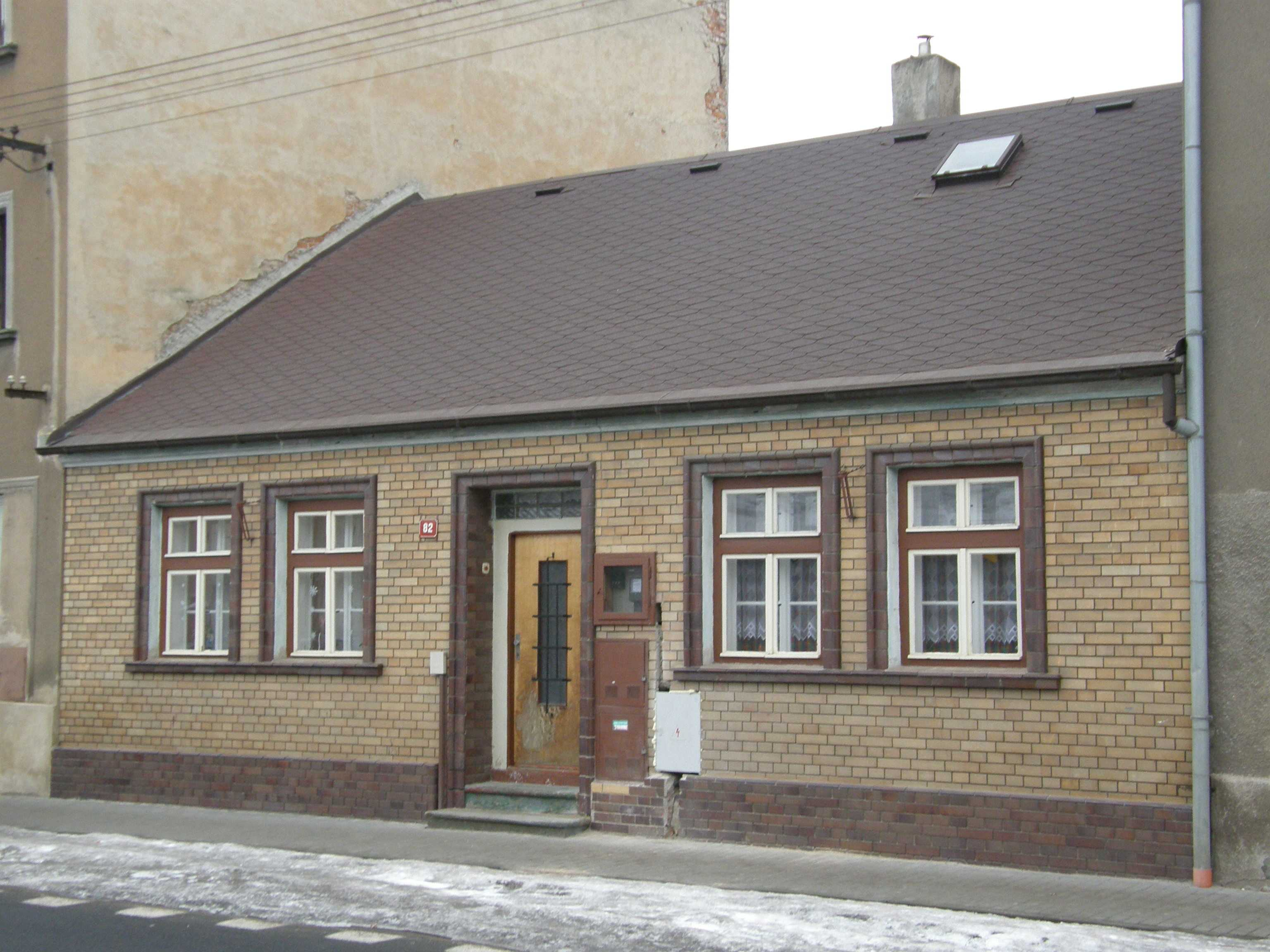
Fasáda s keramickým obkladem v Chabařovicích

Před rokem 1990 se v Československu standardně vyráběly jednobarevné obkladačky rozměrů 15 × 15 cm, v současnosti jsou na trhu dostupné obkladačky různých barev, vzorů i rozměrů (nejčastěji 30 × 30 cm, 33 × 33 cm a 30 × 60 cm). Obdélníkové obkladačky se pokládají většinou na výšku, méně často pak na šířku (především v malých místnostech s vysokým stropem), zřídka na šířku v podobě vázaného zdiva (v každé řadě jsou obkladačky posunuty o půl šířky oproti sousední řadě, tzv. „na vazbu“). Jsou-li obkládačky v rovných, svislých řadách, je to provedení „na střih“.
Při volbě druhu obkládaček (a také dlažby) je nutno rozlišovat, zda se jedná o vnitřní, nebo venkovní použití. Vnitřním obkládačkám v mrazu odprýská glazura a zcela se znehodnotí. Mrazuvzdornost je podmíněna nízkou nasákavostí. Mrazuvzdornost obkladu také ovlivňuje samotné provedení obkladu, lepicí a spárovací hmoty, kde je nutné zabránit proniknutí vlhkosti pod obkládačky.
Až do začátku 60. let 20. století žádné tmely neexistovaly a obkládačky se lepily „na bochánky“. Pro obklad se nechalo asi 15 mm. Na každou obkládačku se položil kopeček cementové malty, ta se postavila na vodorovné prkno a přitiskla se kolmo na zeď. Při demolici starého obkladu je na každé obkládačce patrný kruh malty s nepodlepenými rohy. Spárování bylo tím velice obtížné a pracné. Od 60. let se obkládačky lepily celou svou plochou na cementovou kaši, která rychle tuhla, což znesnadňovalo případnou pozdější korekci. Obkladačka se proto musela celá vyloupnout, oškrábat, umýt a znovu nalepit. Hlavní výhodou později užívaných lepicích tmelů bylo to, že tuhly mnohem pomaleji a polohu obkladu tak bylo možno s určitým časovým odstupem pohodlně upravovat.

## Výroba
Výroba obkladových prvků je podobná předchozím cihlářským výrobkům. Homogenizovaná směs se tváří buď tažením za pokojové teploty, lisováním nebo jiným způsobem.
Tažení – probíhá protlačováním plastického těsta kovovým nástavcem, kde je strojově porcováno na menší kousky.
Lisování – lisované výrobky mají výhodu v nižší potřebě záměsové vody, proto při výpalu dochází k menším objemovým změnám a výsledné prvky jsou i tvarově přesnější. Při lisování se na ocelové formy umístí přibližně dvojnásobné množství homogenizované suroviny a ta je následně stlačena (20–60 MPa) na požadovanou tloušťku. Lisované prvky mají větší objemovou hmotnost, a tím i menší nasákavost. Tento typ výroby se používá především pro výrobu technické keramiky.

## Povrchová a vzhledová úprava
Podle způsobu úpravy keramiky se rozlišují obklady na:
- glazurované – nejčastější používaná úprava. Na lomu je odlišná barva od povrchové glazury. Jsou vypalované při nižší teplotě, tudíž jsou mnohem levnější. Po vysušení výlisku je nanášena glazura a následně se celý prvek najednou vypálí při teplotě 1000–1250 °C. Vzory na obkladu jsou buď tištěné, nebo vytvořené jinou technologií přímo na nebo v glazuře, nikoliv v samotném materiálu obkladu. V některých provozech probíhá dvojí výpal – nejprve se vypálí střep, nanese se glazura a nakonec proběhne výpal glazury.
- slinuté (klinker) – obklad je probarvený v celé tloušťce, nejen na povrchu, který je matný, drsnější, nelesklý. Obklad je vypalován při velmi vysokých teplotách, proto je obzvláště tvrdý, pevný, oděruvzdorný, ale také drahý.

### Dekorativní druhy obkladaček
Vedle standardního provedení se k jednotlivým sériím jako doplněk vyrábějí rovněž dekorativní druhy obkladaček:
- listela (obkladačka páskového typu, obvykle bohatě zdobená) se odlišuje vzorem a rozměry, zpravidla je jeden její rozměr shodný se standardními obkladačkami a druhý rozměr značně menší. Listely se většinou lepí ve výši očí, aby krása ornamentu či ozdob vynikla. (Listely si stavebník může vyrobit i sám. Spojí se s keramikem, který mu dodá předvypálené obdélníčky. Na ně si speciálními barvami namaluje svůj vlastní ornament a nechá si je vypálit).
- bombato či bombáto (obkladačka páskového typu s reliéfní dekorací s různým profilem) se odlišuje rozměry, které bývají obdobné jako u listel, a především tvarem, bombata svým povrchem vystupují nad rovinu tvořenou ostatním obkladačkami.
- inzerto neboli celoplošný dekor (keramický prvek zdobený uprostřed obkladačky nebo uprostřed sestavy obkladaček) se odlišuje vzorem, přičemž rozměr je stejný jako u standardní obkladačky.
- mozaika je sestava různobarevných čtvercových obkladaček malých rozměrů (většinou o rozměrech od 2 × 2 cm do 10 × 10 cm).

## Vlastnosti
Vlastnosti obkladu určují vhodnost obkladu pro různá použití. Technické a fyzikální vlastnosti jsou určovány dle různých norem podle země původu výrobce a místních zvyklostí. Běžně jsou to normy ISO, EN, DIN a v českých podmínkách i ČSN (konkrétně ČSN EN ISO 10545-3).

### Nasákavost
Nasákavost obkladu je nejdůležitější vlastností, protože určuje vhodnost obkladu pro použití ve vnějším a vnitřním prostředí. Čím je menší nasákavost, tím se zvyšuje mrazuvzdornost obkladových prvků. Nasákavost keramického obkladu je definována jako procentní přírůstek hmotnosti po nasycení vodou oproti suchému stavu. Nasákavost se udává v procentech [%] a značí se písmenem [E].
| Nasákavost      | Název obkladu                               | Použití |
| --------------- | ------------------------------------------- | --- |
| E > 10 %        | Obkládačky                                  | Pouze na stěny v interiérech budov. Nesmí být vystaveny mrazu a kombinaci mrazu a zvýšené vlhkosti.                                |
| 3 % < E < 6 %   | Porovinové obkladové prvky                  | Pouze v interiérech budov na stěny a podlahy.                                                                                      |
| 0,5 % < E < 3 % | Hutné obkladové prvky (Gres)                | Univerzální použití v interiéru a exteriéru na stěny i podlahy.                                                                    |
| E < 0,5 %       | Slinuté obkladové prvky (Gres porcellanato) | Univerzální použití v interiéru a exteriéru na stěny i podlahy. Vhodné do vysoce namáhaných prostor jako dlažba a na fasády budov. |

## Keramické obklady ve světě

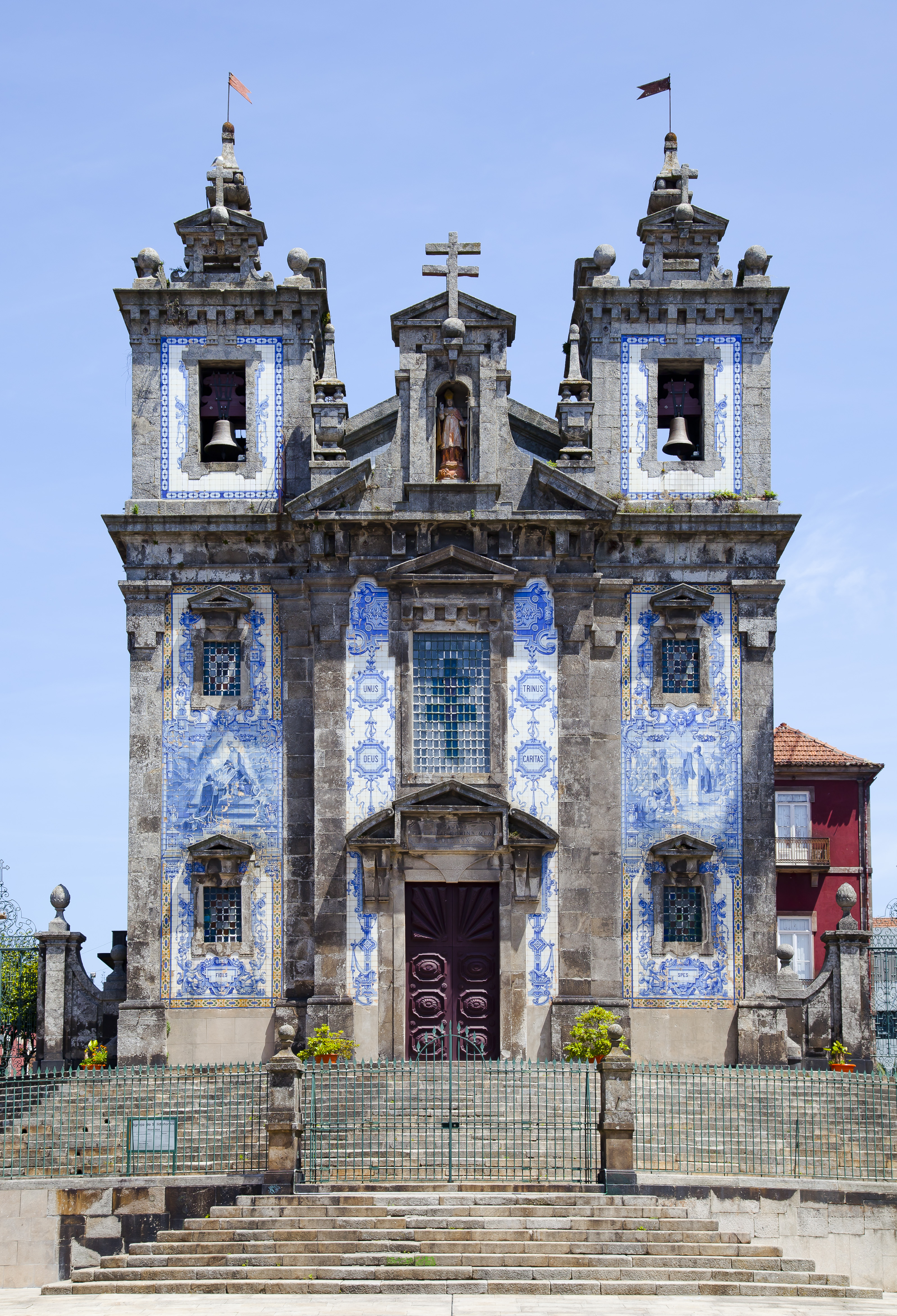
Obkladačky na fasádě kostela sv. Ildefonsa v Portu

Celosvětově historicky největším výrobce keramických obkladů je Čína, která do roku 2000 i spotřebovala většinu své produkce. V té době vyráběla kolem 1600 milionů m² keramických obkladových prvků, ale mezi vývozci byla až v druhé desítce. Její význam jako exportéra ale neustále roste a v roce 2003 již byla na 3. místě za Itálií a Španělskem s tím, že čínský export stoupá každoročně o více než 100 %. Je nutné zmínit, že tato čísla jejichž zdrojem je čínská asociace všech výrobců keramiky (China Building Ceramics & Sanitaryware Association) jsou odborníky považována za nadsazená a neodpovídající jiným zdrojům. Dynamický růst čínského exportu je na druhou stranu obecně přijímaným faktem.
V Evropě (vč. Turecka) trhu zcela dominují Španělsko a Itálie. Vyrábějí 70 % z celkového objemu keramických obkladových prvků. Ačkoliv Španělsko v několika posledních letech předstihlo Itálii, jak v počtu vyrobených obkladů, tak později i v jejich exportu, Itálie i nadále dominuje trhu v hodnotě vyrobených keramických obkladů, kdy v roce 2002 tato suma činila 5 319 milionů euro a průměrná hodnota jednoho metru čtverečního tak byla 8,73 euro/m² a tedy zdaleka světově nejvyšší (srov. Španělsko 5,31 euro/m²). Česká republika vyrábí stabilně kolem 30 mil. m² keramických obkladů, z nichž více než polovinu vyveze (17 mil. m² v roce 2003) a je celosvětově na 13.–14. místě.
Největším světovým výrobcem keramických obkladových prvků je Marazzi Group (Itálie), se zastoupením na všech významnějších světových trzích. Dalšími významnými výrobci jsou Ricchetti-Cisa-Cerdisa Group (Itálie), Florim Group (Itálie),Roca Group (Španělsko), světově největší výrobce keramiky (keramické obklady, sanitární keramika, jiná užitá keramika) Villeroy & Boch, Deutsche Steinzeug Cremer & Breuer (Německo) Iris Group (Itálie).
Ve světě neustále roste význam globalizace, trhy se propojují a obchodní bariéry jsou postupně odstraňovány. Proto v několika posledních letech zaznamenáváme v keramickém průmyslu několik souběžných trendů. Nejsilnějším trendem je celkový růst produkce a spotřeby, realizovaný hlavně v Asii a Brazílii. Druhým trendem je fůzování společností, kdy největší světové firmy skupují menší národní výrobce nebo zakládají továrny na zelené louce a přesouvají tak svoji produkci blíže k zákazníkovi. Keramické obkladové prvky jsou vzhledem k ceně poměrně těžký materiál, a proto je jeho doprava na větší vzdálenosti ekonomicky nákladná. Díky těmto trendům zůstává podíl exportu na celosvětové spotřebě keramických obkladů stabilní.